# Folgaria
Folgaria é uma comuna italiana da região do Trentino-Alto Ádige, província de Trento, com cerca de 3.083 habitantes. Estende-se por uma área de 71 km², tendo uma densidade populacional de 43 hab/km². Faz divisa com Caldonazzo, Centa San Nicolò, Besenello, Calliano, Lavarone, Lastebasse (VI), Rovereto, Terragnolo e Laghi (VI).